# Chimbas megye
Chimbas egy megye Argentína nyugati részén, San Juan tartományban. Székhelye Villa Paula Albarracín de Sarmiento.

## Népesség
A megye népessége a közelmúltban a következőképpen változott:
| Év   | Lakosság |
| ---- | -------- |
| 2001 | 73 245   |
| 2010 | 87 258   |